# مطبخ تركي

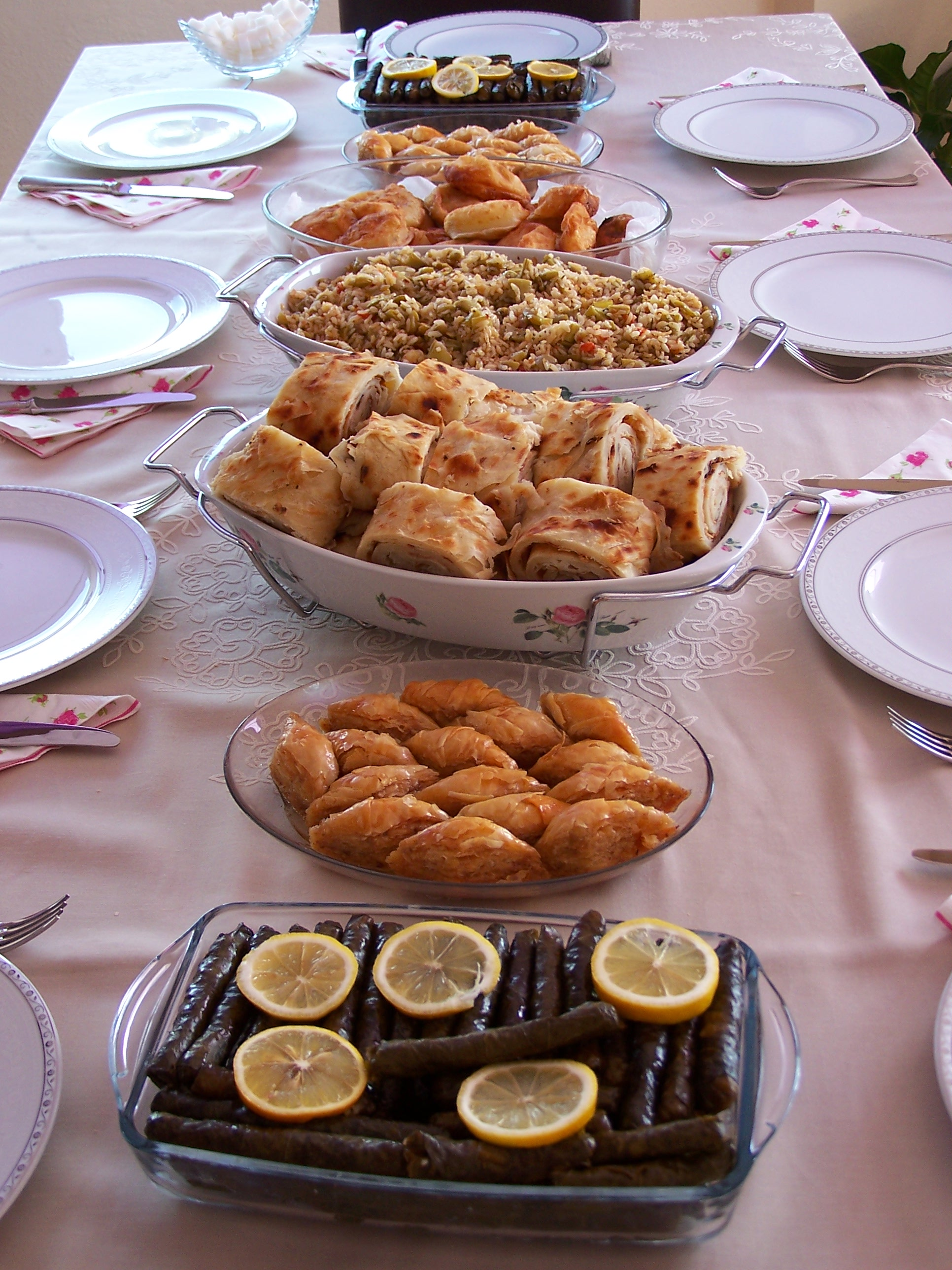
الغذاء التركية

يشمل المطبخ التركي مطبخ تركيا والشتات التركي. وقد اتخذ المطبخ شكله الحالي بعد تداخلات ثقافية عديدة على مر القرون، بدءًا من المراحل الأولى للمطبخ التركي مرورًا بالمطبخ العثماني والمطبخ السلجوقي. أسبغ المطبخ التركي بمواده التركية التقليدية مثل الزبادي والعيران والقيمر تأثيراته على مطابخ البحر الأبيض المتوسط والبلقان والشرق الأوسط وآسيا الوسطى وأوروبا الشرقية، واستقى منها أيضًا.
يظهر المطبخ التركي تنوعًا في جميع أنحاء تركيا. تستمد أصول الطبخ في إسطنبول وبورصة وإزمير وبقية منطقة الأناضول العديد من عناصر مطبخ البلاط العثماني، بما في ذلك الاستخدام المعتدل للتوابل، وتفضيل الأرز على البرغل، والكفتة، والتنوع الكبير في يخنات الخضار (التورلو) والباذنجان وورق العنب المحشو والأسماك. يستخدم مطبخ منطقة البحر الأسود الأسماك على نطاق واسع، وخاصة أنشوجة البحر الأسود (الهمسي) ويشمل أطباق الذرة الصفراء. يشتهر مطبخ الجنوب الشرقي (مثل أورفة وغازي عنتاب وأديامان وأضنة) بتنوعه بين الكباب والمزة (المقبلات) والحلويات القائمة على العجين مثل البقلاوة والشعيبيات والقطايف والقطمر والكنافة.
وفي الأجزاء الغربية من تركيا، حيث تنمو أشجار الزيتون بكثافة، يعتبر زيت الزيتون النوع الرئيسي من الزيوت المستخدمة في الطهي. تتميز مطابخ مناطق بحر إيجة ومرمرة والبحر الأبيض المتوسط بغناها في الخضروات والأعشاب والأسماك. وتتميز منطقة وسط الأناضول بالعديد من الأطعمة الخاصة الشهيرة، مثل الكشكك والمنتي (من قيصري خصوصًا) والغوزلمة. توجد أسماء أطعمة مرتبطة مباشرة بالمنتي في اللغة الصينية أيضًا (منتو أو المعجنات المطهوة على البخار)، ويُعتقد عمومًا أنها نشأت في منغوليا خلال القرن الثالث عشر.
غالبًا ما تُسمى الأطعمة الخاصة على أسماء الأماكن، وقد تشير إلى أنماط مختلفة من التحضير. فمثلًا، كباب أضنة يتميز بنكهة حارة أكثر وقوام أقل سماكة من كباب أورفة. وعلى الرغم من أن الأطعمة القائمة على اللحوم مثل الكباب شائعة في المطبخ التركي في الخارج، إلا أن الوجبات في تركيا تتركز بشكل كبير حول الأرز والخضروات والخبز.

## تاريخ
في السنوات الأولى للجمهورية، لم تُنشر دراسات كثيرة عن الأطباق الأناضولية الإقليمية، لكن المطبخ لم يكن له مكانة بارزة في الدراسات الفلكلورية التركية حتى ثمانينيات القرن العشرين، وذلك عندما شجع مجال السياحة الناشئ الدولة التركية على رعاية ندوتين بشأن الطعام. تتبعت الأوراق المطروحة في الندوتين تاريخ المطبخ التركي على «مسارٍ تاريخي متصل» يعود إلى الأصول التركية في آسيا الوسطى مرورًا بالفترتين السلجوقية والعثمانية.
قبل الندوات، اكتسبت دراسة الثقافة التركية في الطهي شعبية كبيرة لأول مرة من خلال نشر كتاب خمسون طبقًا في التاريخ التركي لسهيل أونفر في 1948. استند هذا الكتاب إلى وصفات موجودة في مخطوطة عثمانية تعود إلى القرن الثامن عشر. وتمحور كتابه الثاني حول مطبخ القصر في القرن الخامس عشر في عهد السلطان محمد الثاني. وبعد نشر كتاب أونفر، نُشرت دراسات لاحقة، بما في ذلك دراسة أُجريت عام 1978 لمؤرخ يُدعى بهاء الدين أوجل حول أصول المطبخ التركي في آسيا الوسطى.

## عادات الطهي

### وجبة الإفطار
تتميز وجبة الإفطار التركية التقليدية بتنوعها. وتتكون الوجبة النموذجية من الجبن (جبن بياز، والكسيري، وغيرهما)، والزبدة، والزيتون، والبيض، والمحمرة، والطماطم، والخيار، والمربى، والعسل، والقيمر، والسجق (السجق التركي الحار اختياريًا)، والبسطرمة، والبرك، والسميت، والبغاشة، والأجمة، والعجين المقلي (المعروف باسم بيشي)، بالإضافة إلى أنواع الحساء المختلفة التي تُقدم على وجبة الإفطار في تركيا. ومن الأطباق المميزة في وجبة الإفطار طبق يسمى المنمن، يُحضر بالطماطم والفلفل الأخضر والبصل وزيت الزيتون والبيض. ويمكن أن تشمل قائمة الإفطار أيضًا الكويماك (يُعرف أيضًا باسم موهلاما وميهلاما ويغلاش حسب المقاطعة). ومن الأطباق المميزة الأخرى طبق البلقان التركي جلبر، المعروف أيضًا باسم البيض التركي، المصنوع من البيض المسلوق والزبادي. ويُقدم الشاي التركي دائمًا في وجبة الإفطار. تعني الكلمة التركية للفطور، كاهفالته، «قبل القهوة».

### طعام منزلي الصنع
لا يزال الطعام المحضر منزليًا مفضلًا لدى الشعب التركي. وعلى الرغم من أن أسلوب الحياة الحديث يدفع الجيل الجديد إلى تناول الطعام بالخارج، فإن الشعب التركي يفضل عمومًا تناول الطعام في المنزل. تبدأ الوجبة النموذجية بالحساء (خاصة في فصل الشتاء)، يليه طبق مصنوع من الخضار (المطهية بزيت الزيتون أو باللحم المفروم) أو اللحم أو البقوليات المسلوقة في قدر (عادةً مع اللحم أو اللحم المفروم)، وتقدم غالبًا مع أو قبل البيلاف التركي أو الباستا أو بيلاف البرغل مصحوبة بسلطة أو جاجيك (طبق زبادي مخفف بارد بالثوم والملح وشرائح الخيار). وفي فصل الصيف، يفضل الكثير من العامة تناول طبق بارد من الخضار المطهية بزيت الزيتون بدلًا من الحساء، إما قبل أو بعد الطبق الرئيسي، الذي يمكن أن يكون أيضًا طبق دجاج أو لحم أو سمك.

### المطاعم
تكتسب الوجبات السريعة شعبية كبيرة وقد افتُتحت العديد من سلاسل مطاعم الوجبات السريعة الأجنبية الكبرى في جميع أنحاء تركيا. غالبًا ما تُقدم بعض الأطعمة التركية التقليدية كوجبات سريعة في تركيا، وخاصة الكفتة والدونر والككورتش والكمبير وميدي تافا والبرك والغوزلمة. كان تناول الطعام بالخارج شائعًا دائمًا في المدن التجارية الكبيرة. تنتشر مطاعم إسناف لوكانتاسيه (التي تعني مطاعم لأصحاب المتاجر والمهن) على نطاق واسع، وتقدم المأكولات التركية التقليدية المنزلية بأسعار معقولة.

### مطبخ الصيف
في الصيف التركي الحار، تتكون الوجبة عادة من خضروات مقلية مثل الباذنجان والفلفل أو البطاطس، وتقدم مع الزبادي أو صلصة الطماطم. ومن الأطباق الصيفية النموذجية المنمن والجلبر، وأساسهما البيض. ومن الوجبات الخفيفة المقدمة في الصيف جبن الماعز والخيار والطماطم والبطيخ والشمام. أما أولئك الذين يحبون الحلاوة الطحينية للتحلية فيفضلون «حلاوة الصيف»، وهي أخف وأقل حلاوة من العادية.

### المكونات الرئيسية
تشمل المكونات المستخدمة بشكل متكرر في الأطباق التركية الخاصة لحم الضأن والدجاج ولحم البقر والأسماك والأرز والباذنجان والفلفل الأخضر والبصل والثوم والعدس والفاصوليا والكوسا والحمص والطماطم. يبلغ متوسط استهلاك الفرد من لحوم البقر سنويًا 15 كغ. تحتل المكسرات، وخاصة الفستق الحلبي والكستناء واللوز والبندق والجوز، إلى جانب التوابل، مكانة خاصة في المطبخ التركي، وتستخدم على نطاق واسع في الحلويات أو تؤكل لوحدها. يستهلك الفرد سنويًا نحو 1.5 كغ من الفستق الحلبي، بعضها معبأ وبعضها يستخدم في الحلويات مثل البقلاوة. وتعتبر الطحينة صلصة شائعة تحضر من بذور السمسم وتباع معبأة مسبقًا أو سائبة حسب الحاجة. ويستخدم دقيق السميد لصنع كعكة تسمى ريفاني وإرميك هيلفاسي.

## المعجنات

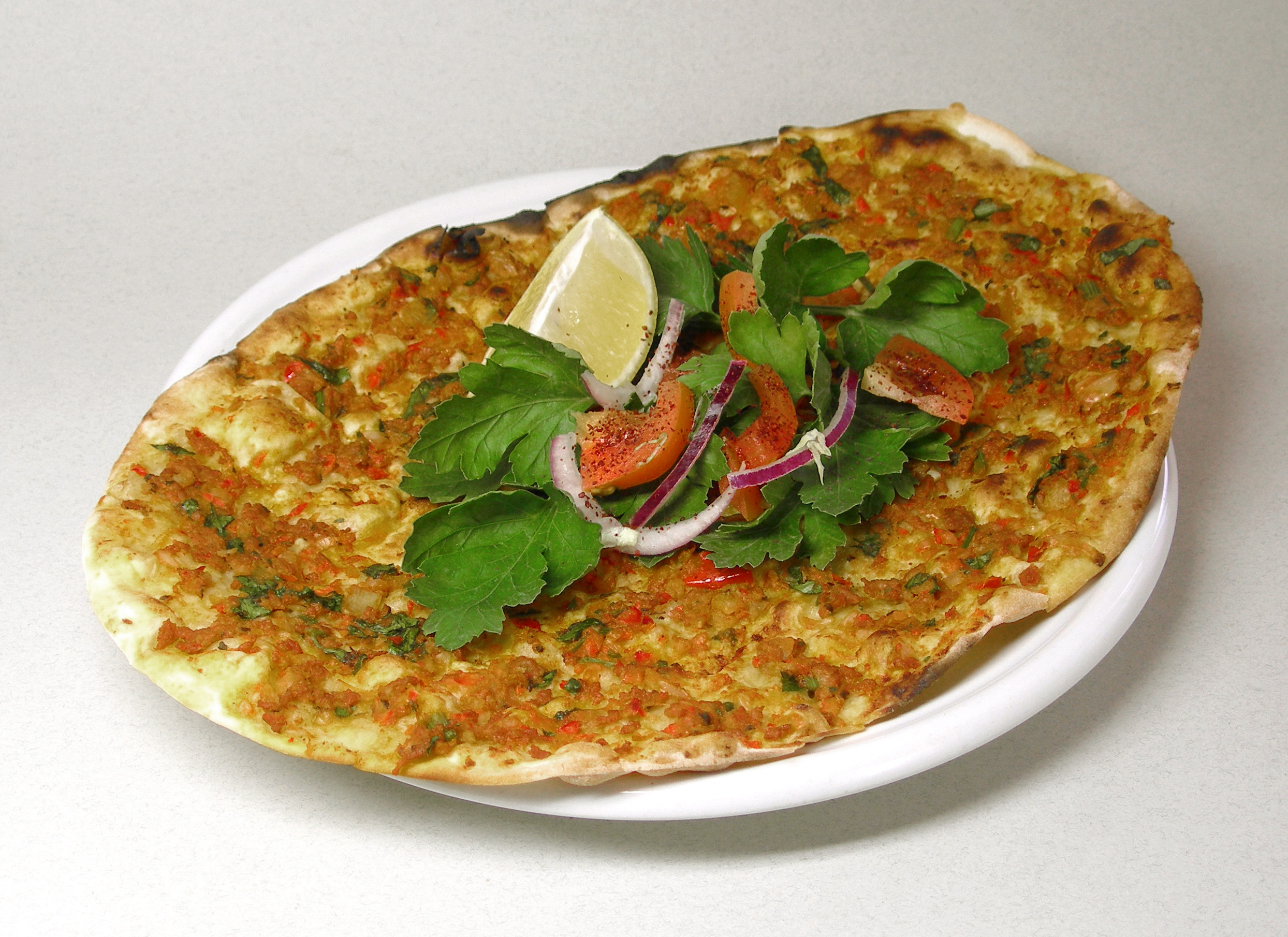
لحماجون

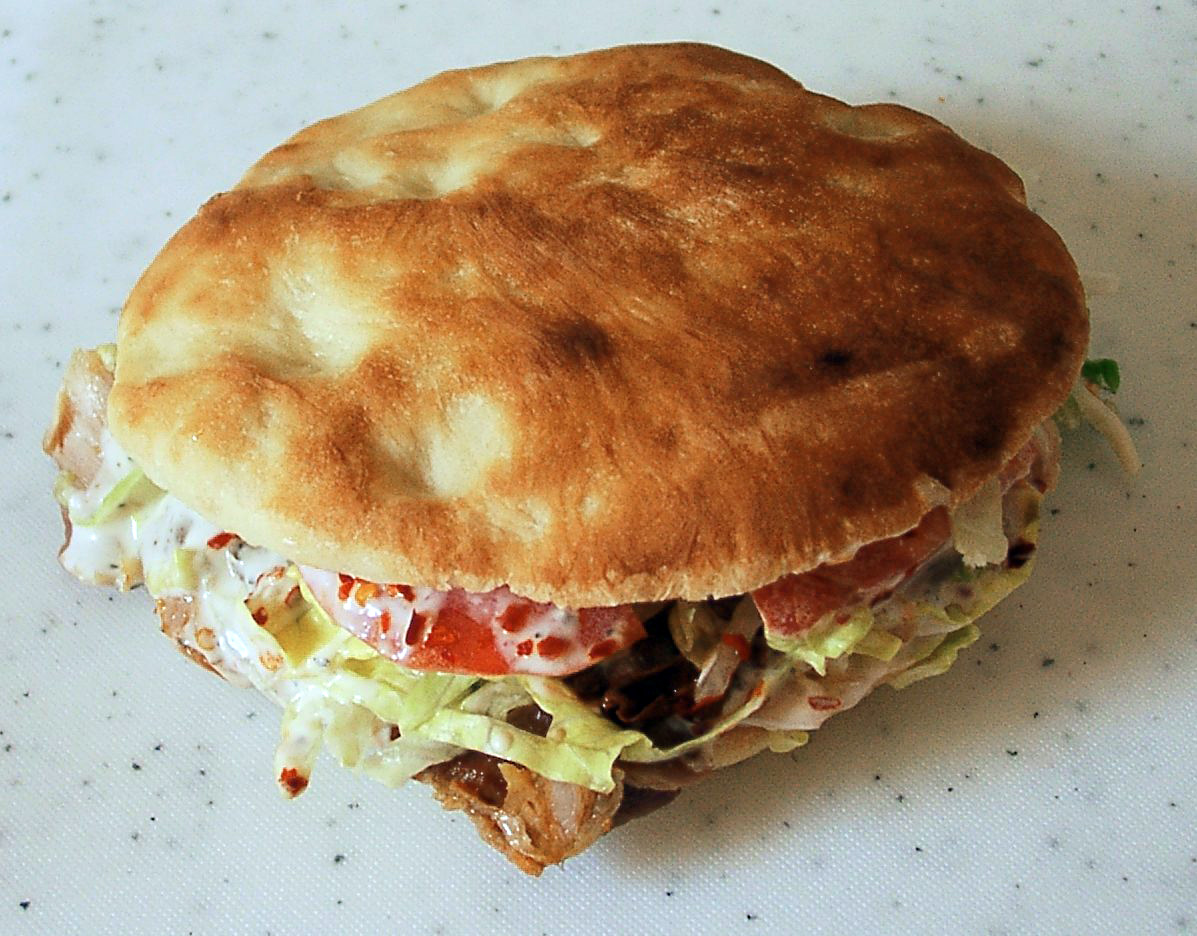
دونر كباب

يقدم المطبخ التركي عددا كبيرا من المعجنات التي تخبز عادة في أفران الطوب. ويقدم الخبز مع كل الأكلات سواء في المطاعم أو في البيوت. ومن المعجنات التي يشتهر بها المطبخ التركي، ولاقت استحسانا في البلاد الأوروبية، نذكر هنا بعض الأمثلة:
- بيد (Pide) وهو خبز الدقيق الأبيض وشكله مستدير ومسطح. ويخبز أحيانا بالجبن أو اللحم.
- إكميك (Ekmek)
- سميت (Simit) وهي حلقات من الخبيز دائرية وترش بالسمسم. ويمكن شراء السميت في شوارع تركيا في أي وقت من أوقات اليوم، كما توجد أيضا في المحلات في مصر.
- لحماجون (Lahmacun) ويسميه البعض البيتزا التركية، وهي معجنات مسطحة متوسطة الحجم خفيفة، تغطي باللحم وصلصة الطماطم والبهارات، تشترى وتؤكل في الشارع. وتوجد منها أنواع تتبل بالشطة وتكون ساخنة (تشبه الصفيحة).
- البوريك (Börek) وهو من عجينة متعددة الطبقات (تسمى في بعض البلاد العربية مثل مصر الجولاش) وتكون محشوة إما باللحم المفروم أو بالسبانخ والجبن الأبيض.

## الكباب

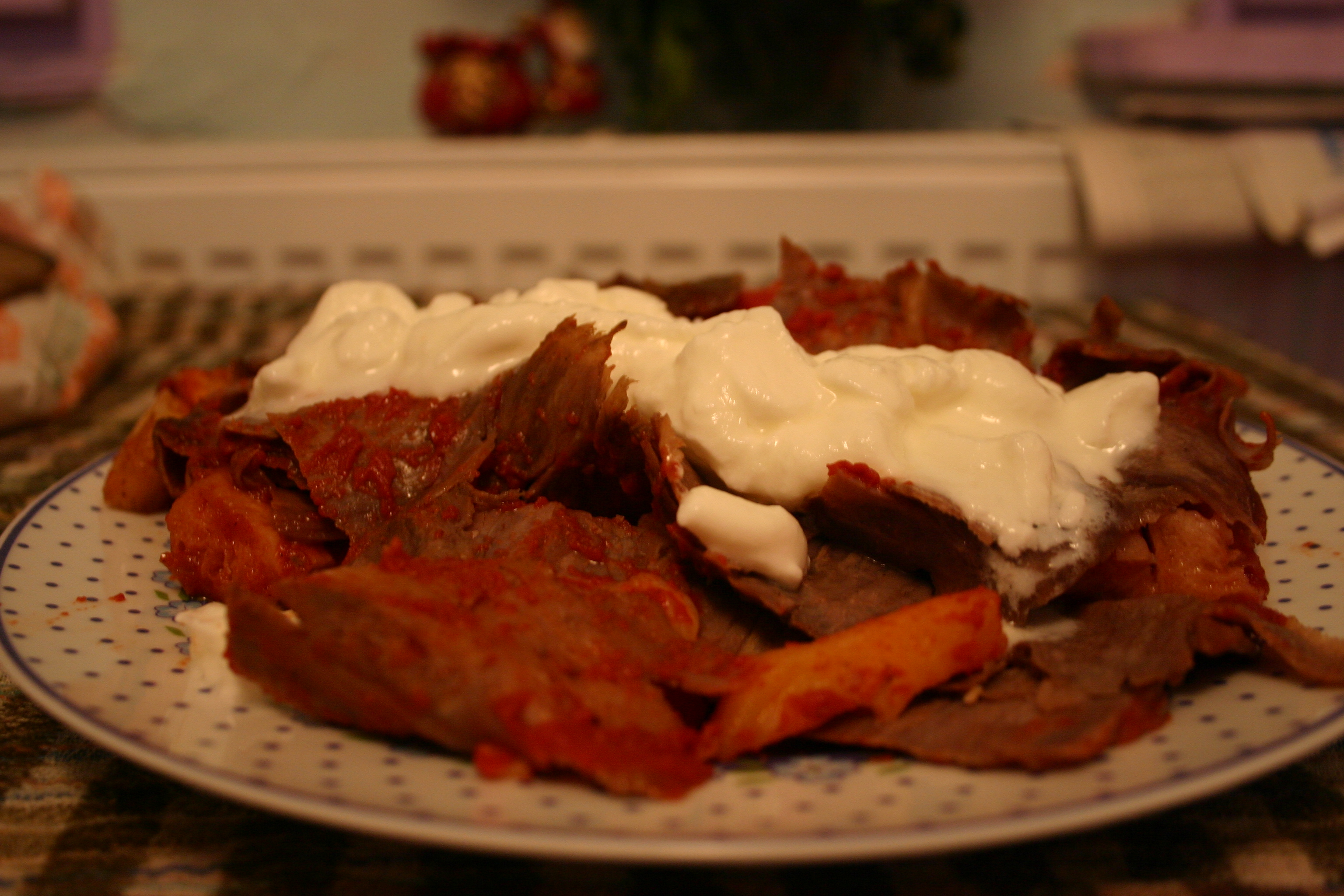
اسكندر كباب (iskender kebapı)

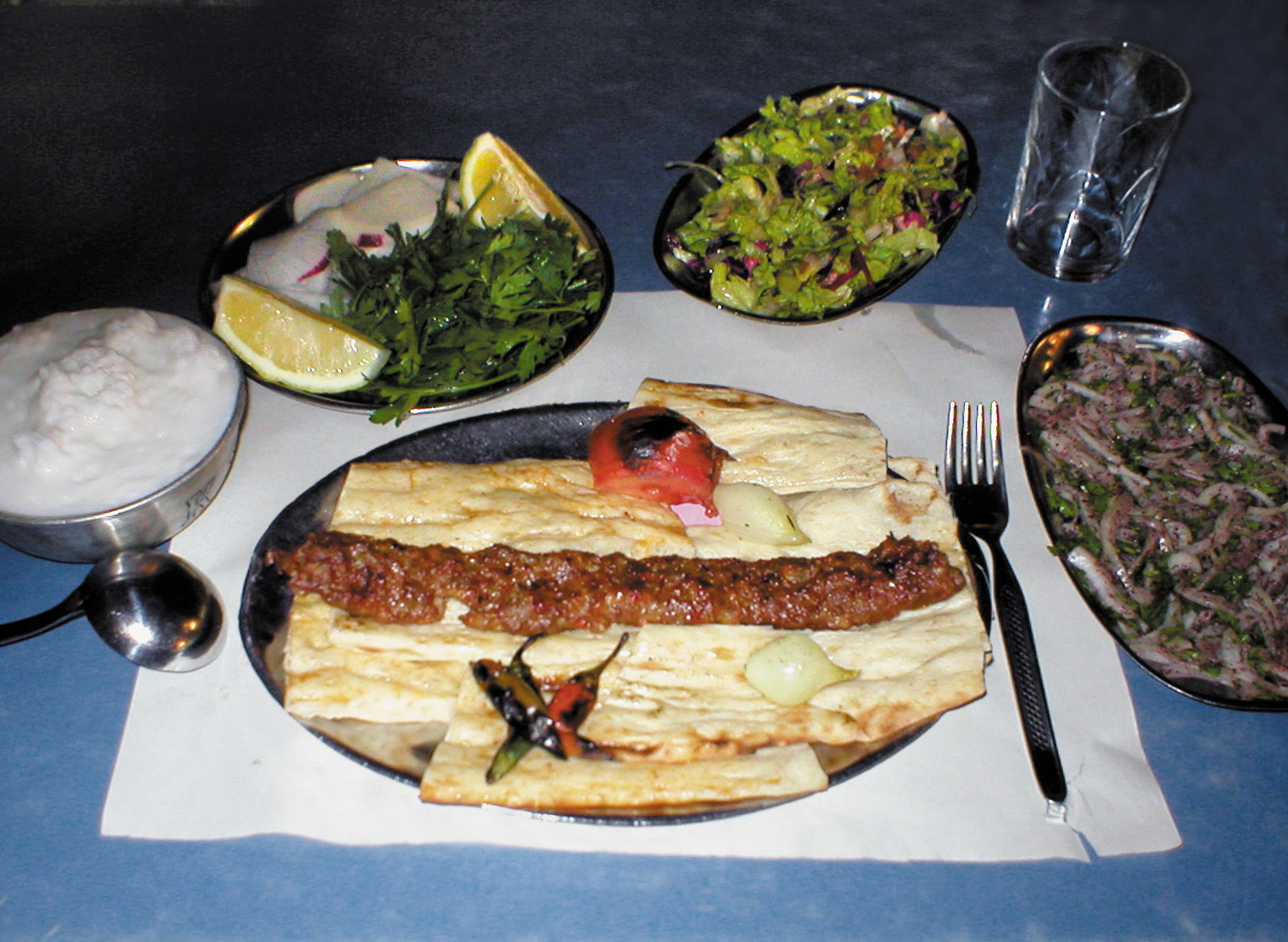
أضنة كباب (Adana Kebapı) مع خبز ولبن زبادي وسلطة وبصل أحمر.

الكباب (Kebap) (يكون في العادة لحماً مشوياً، وتوجد منه في تركيا أمثلة عديدة:
- دونر (Döner) وهذا النوع بكون إما من لحم الدجاج أو لحم العجول ويكون مرصوصا على سيخ رأسي بارتفاع نحو 80 سنتيمتر، ويشوى من الجانب بشواية بطول سيخ اللحم. تقطع الطبقة الخارجية بسكين طويل عند التقديم.

ويمكن أن يقدم الدونر كباب مع الأرز والسلطة الخضراء. ومن الممكن عمل الساندويتشات منه مع السلطة وصلصة اللبن الزبادي والثوم.
- اسكندر كباب (iskender Kebapı) وهي قطع لحم ضأن المقطع رقيقا، ويقدم مع صلصة الطماطم، واللبن الزبادي.
- شيش كباب (Şiş Kebapı) وهو لحم ضأن مشوي مع الطماطم البابريكا.
- أضنة كباب (Adana Kebapı) وأورفة كباب وهولحم مفروم متبل ويشوي على السيخ، وسمي هذا النوع من الكباب نسبة إلى المدن التي اشتهر بها هذا النوع، والفرق بينهم هو أن أضنة كباب يكون حار.[8]
- كفتة (Köfte) وهي كرات اللحم المفروم أو في شكل الأقراص، متبلة بحسب المناطق المختلفة في تركيا.

## الحلويات التركية

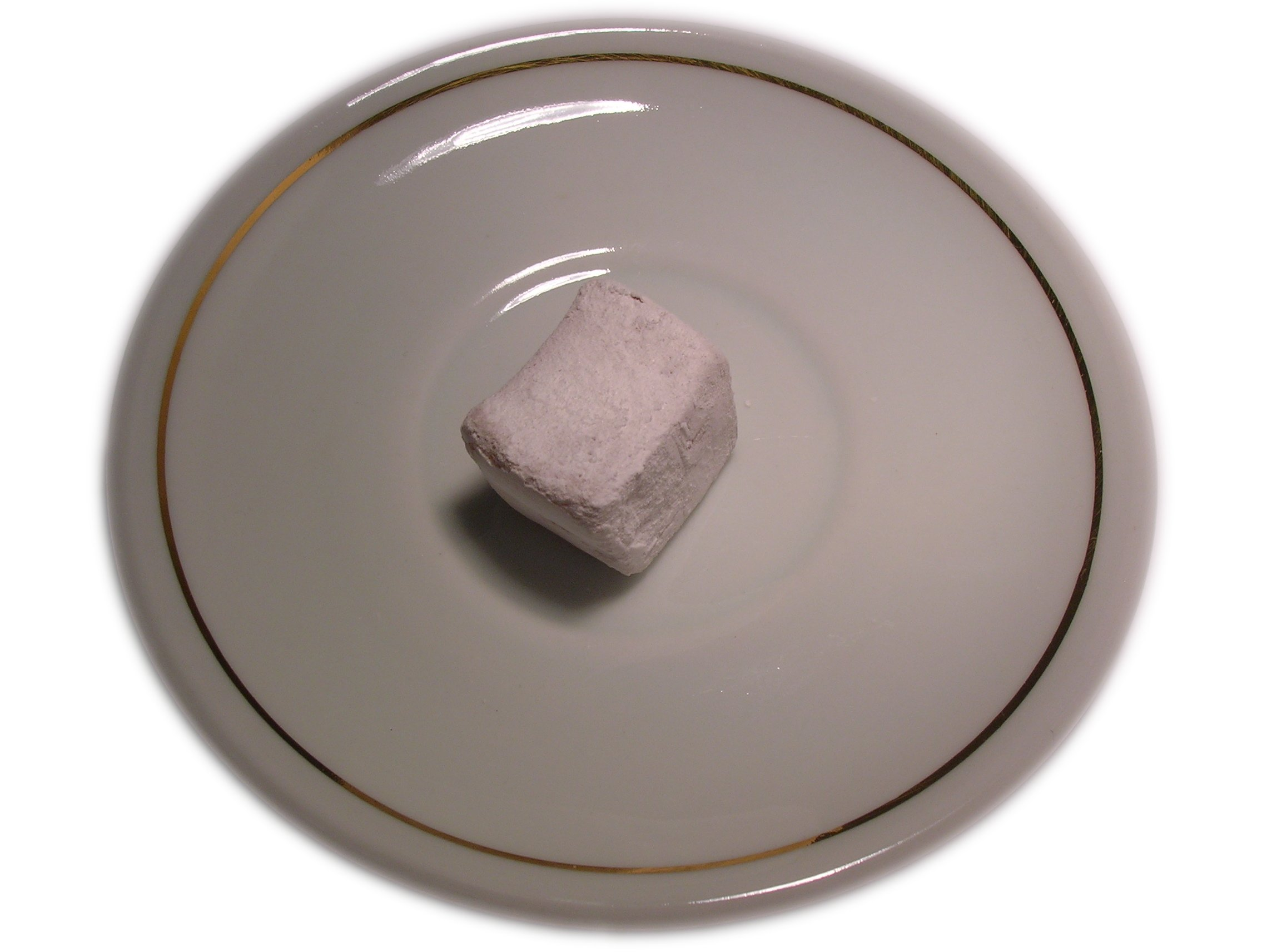
قطعة ملبن

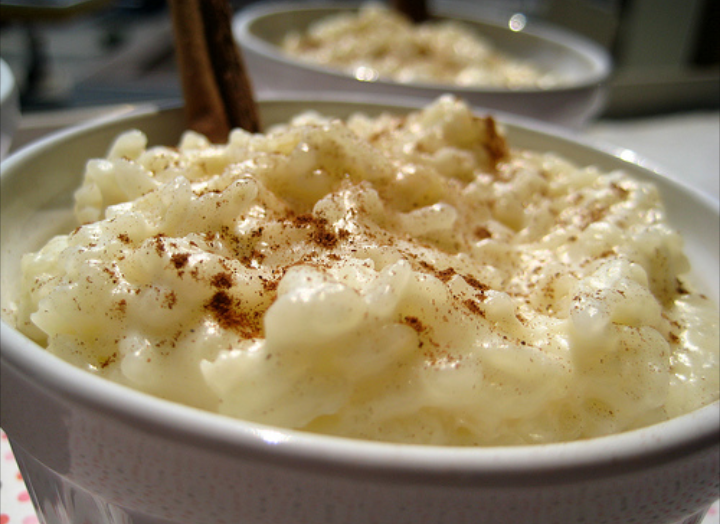
أرز بالحليب

- بقلاوة، تجهز البقلاوة من طبقات العجين الرقيقة المحشوة بالفستق أو مجروش البندق، وتُرش بالشربات.
- تولمبا، وهي معروفة في البلاد العربية ببلح الشام، ومعروفة في أسبانيا.
- لوقوم (Lokum) وهو الملبن المصنوع من السكر والنشأ، في شكل المكعبات وقد يكون محشوا بالفستق أو جوز الهند، وماء الورد.
- جولاش، وهو من عجين الأرز واللبن وماء المورد والرمان. وهومحبب في شهر رمضان لأنه يساعد على الهضم.
- قطايف، أو الكنافة : وهي تجهز من الكنافة والفستق وجبن الماعز والشربات.
- لوكما : وهي لقمة القاضي مجهزة من عجين وخميرة، تحمر في الزيت وتُرش بالشربات.
- أشورة، وهي العاشورة المجهزة من القمح واللبن والبندق واللوز والزبيب والفواكه الجافة، وتؤكل إما ساخنة أو باردة.